# Rinorea simoneae
Rinorea simoneae är en violväxtart som beskrevs av Achound.. Rinorea simoneae ingår i släktet Rinorea och familjen violväxter. Inga underarter finns listade i Catalogue of Life.